# Kanton Thonon-les-Bains-Est
Der Kanton Thonon-les-Bains-Est war von 1997 bis 2015 ein französischer Wahlkreis im Département Haute-Savoie in der früheren Region Rhône-Alpes. Er grenzte an den Genfersee und lag nahe der Grenze zur Schweiz. Er umfasste den östlichen Teil der Stadt Thonon-les-Bains und sieben weitere Gemeinden. Die landesweiten Änderungen in der Zusammensetzung der Kantone brachten im März 2015 seine Auflösung.

## Gemeinden
| Gemeinde         | Einwohner Jahr | Fläche km² | Bevölkerungsdichte | Code INSEE | Postleitzahl |
| ---------------- | -------------- | ---------- | ------------------ | ---------- | ------------ |
| Armoy            | 1275 (2013)    | 5,0        | 255 Einw./km²      | 74020      | 74200        |
| Bellevaux        | 1301 (2013)    | 49,0       | 27 Einw./km²       | 74032      | 74470        |
| Lullin           | 842 (2013)     | 13,3       | 63 Einw./km²       | 74155      | 74470        |
| Lyaud            | 1593 (2013)    | 9,2        | 173 Einw./km²      | 74157      | 74200        |
| Marin            | 1673 (2013)    | 5,6        | 299 Einw./km²      | 74166      | 74200        |
| Reyvroz          | 486 (2013)     | 9,8        | 50 Einw./km²       | 74222      | 74200        |
| Thonon-les-Bains | 34.610 (2013)  | 16,2       | 2136 Einw./km²     | 74281      | 74200        |
| Vailly           | 871 (2013)     | 18,9       | 46 Einw./km²       | 74287      | 74470        |

(Von Thonon-les-Bains gehört nur ein Teilbereich zum Kanton)